# Stenåldersbosättningen vid Bjästamon
Stenåldersbosättningen vid Bjästamon är en forntida strandnära boplats utanför Bjästa som grävdes ut i samband med bygget av Botniabanan mellan år 2000 och 2003.
Platsen identifierades första gången 1981 av Lena Edblom i samband med en inventering. Edblom hittade då skärvsten vilket kunde tyda på en sten- eller bronsåldersboplats.
Det utgrävda området omfattar 40 000 kvadratmeter under en sträcka av 650 meter. Bjästamon utgjorde då den dittills största enskilda utgrävningen i Mellannorrland. Boplatsen kännetecknas enligt arkeologerna av att ha en mycket välordnad och städad struktur. Avfall har lagts i särskilda gropar eller i vallen runt husväggarna. Stensmide har bara utförts på särskilt utvalda platser. Den bäst undersökta byggnaden visar att den städats innan den lämnats öde. Väldigt lite material som antingen inte tillkommit när väggar och tak rasat in eller som avsiktligt grävts ner återfanns inne i byggnaderna.
Bärnsten visar att det funnits kontakter med sydöstra Östersjöområdet. Flinta visar att det åtminstone under periodens första del har funnits kontakter med Skåne. Byggteknik och jaktvapen visar influenser från Mälardalen. Redskap visar kontakter med Norrbotten. Skiffer har möjligen hämtats från det Norrländska inlandet.

## Näring
Man fann ett rikt material av brända ben i området. Fynd av bland annat vikare, grönlandssäl, flundra, simpor med flera fiskar visar att den främsta näringen kom från havet, främst med betoning på säl. Bland däggdjuren återfanns främst bäver. Förvånansvärt lite spår av älg återfanns, trots att man hittade snidade stenfigurer föreställande älghuvuden. Det breda urvalet av arter visar att området varit bebott hela året, även om det inte utesluter att de boende kunde ha gett sig ut på tillfälliga jaktexpeditioner inåt landet. Man har återfunnit flest makrofossil av sädesslag i den yngre delen av bosättningen, men även i den äldre. Fynden kompletteras med fynd av malstenar. Själva åkrarna har inte återfunnits, men att odlingen kan ha skett lokalt kan inte uteslutas då pollenanalys i Anundsjö sedan tidigare antyder att sädesslag har odlats i området. Spår av tuggad harts visar att området bebotts av både mindre och större barn.

## Bostäder
Husen har tolkats utifrån återfunna boplatsvallar. De flesta hus har återfunnits utanför det egentliga utgrävningsområdet och har därför bara delvis grävts ut. Bland husen finns både rektangulära och cirkelformade byggnader. Man antog först att de cirkelformade byggnaderna var äldre än de rektangulära, men det visade sig att båda typerna förekom samtidigt.
Det bäst undersökta huset, hus I, var ett tvåskeppigt långhus i mesulakonstruktion med måtten 24 gånger 6,5 meter. Huset har varit indelat i tre rum. Ingången var från sjösidan och ledde in i en entrédel som sannolikt varit avskärmad från de övriga delarna med vindskydd. Bostadsdelen mätte 12 gånger 6,5 meter och hade uppvärmning från tre eller fyra härdar, vilket förrådsdelen helt saknade. Förrådsdelen som mätte 10 gånger 6,5 meter hade till skillnad från bostadsdelen nedsänkt golv. Gropar i förrådsdelen har tolkats som förråd, alternativt att någon av dem tjänat som en offerplats eller grav i samband med att huset övergavs. Väggarna i förrådsdelen har varit med liggande timmer, möjligen knuttimrad medan väggen i bostadsdelen utgjorts av en stolpkonstruktion. På utsidan av väggarna har man skottat upp vallar, de så kallade boplatsvallarna, runt hela huset. Vallarna har delvis varit uppbyggda av hushållsavfall. Dessa vallar är idag det tydligaste kännemärket för den här typen av fornminnen.
Olikheterna mellan hur förrådsdelen och bostadsdelen har konstruerats har tolkats som att man blandat influenser från den samtida kamkeramiska kulturen i Finland med den sydskandinaviska kulturen. Hus I har daterats till att ha använts under cirka 100 år under perioden 2400 till 2100 före Kristus.
Hus I hade viss påverkan från en sentida tjärdal.

## Keramik
Under undersökningen tillvaratogs 42,5 kilogram keramik. Keramikresterna var svårt fragmenterade. En typisk skärva vägde mellan 0,3 och 2,7 gram.
Den äldre keramiken var magrad med krossat ben, medan den yngre var magrad med krossad granit. Mellan dessa två faser förekom keramik som innehåller en blandning av ben och bergart. Kärlformenen överensstämmer bäst med stridsyxekulturen men dekoren visar inslag från gropkeramisk kultur. En enstaka skärva av asbestmagrad keramik hittades också. Den granit som använts till keramiken överensstämmer med de bergarter som finns i området runt Bjästa. Vad som tolkats som inbrända matrester har kol-14-daterats.

## Datering
Platsen var bebodd under åtminstone perioden 2800 till 2100 före Kristus. Dateringarna är gjorda med hjälp av Kol-14-metoden, utifrån landhöjningen och med hjälp av typologi. Platsen uppvisar en horisontell stratigrafi då bosättningen flyttat efter när havet sjunkit undan. Under den här tiden sjönk vattennivån 1,5 meter per hundra år. Underlaget för att bestämma havsnivån under den här tiden har brister i detaljerna. Havsnivån kan under vissa perioder ha varit oförändrad av olika orsaker.
Skifferspetsarna i de äldre delarna av bosättningen är typiska för den uppdelning i mellanneolitiska och senneolitiska typer man känner till. Flintan är vanligare i de äldre delarna, medan kvartsit är vanligare i de yngre.
Reservoareffekten vid kol-14-datering vid Norrlandskusten är okänd men anses vara försumbar. Dateringarna av sälben avviker något från mönstret i stort. En jämförelse mellan den datering som landhöjningen ger och den man fått av kol-14 visar att vissa enstaka dateringar hamnar under havsnivån, vilket antyder att det kan finnas brister i någon av dateringsteknikerna i just dessa fall.

## Graven
I ett område 50 meter ovanför boplatserna återfanns en stenåldersgrav som är samtida med boplatsen. Detta är den första stenåldersgraven man hittat sedan 1920-talet i mellannorrland och den andra graven någonsin.
Kroppen hade lagts ner i hockerställning och beströtts med rödockra. Den enda bevarade gravgåvan var en 16 centimeter lång skifferspets. Rödockran återfanns på sju decimeters djup. Av skelettet återstod enbart en färgavvikelse, men man kunde bestämma att kroppen legat på sidan med huvudet åt öster. Några obrända benrester kunde identifieras som människa. Graven daterades utifrån kolrester till 2700 före Kristus, vilket motsvarar bosättningens äldre del. Denna kol tolkas som att det funnits en bottenskoning av trä. Över kroppen hade lagts vad arkeologerna beskriver som en 1,1 gånger 0,55 meter stor stenkammare.
I området runt graven återfanns en del härdar, men väldigt lite annat material som tyder på att platsen använts för något annat än begravningar och ritualer runt dessa.
Man identifierade ytterligare några platser som kan ha utgjort gravar, men ingen av dem kan bekräftas. Exempelvis kan ett nedgrävt smycke i det omtalade hus I ovan, ha utgjort en gravgåva.

## Samevistet
I utkanten av området hittades fyra samiska härdar, kritpipor, eldslagningsflinta, metall och brända ben. Fynden är daterade till 1700-talet och har ingen koppling till stenåldersboplatsen.